# 와이어로프
와이어로프(영어: wire rope), 또는 쇠밧줄은 강철 철사(소선)를 여러 겹 합쳐 꼬아 만든 밧줄이다. 심재(心材, 코어(core)) 둘레로 스트랜드(strand)를 꼬아 만든 구조로 되어 있고, 스트랜드는 수많은 철선(wire)을 꼬아 만든다.

6x19 철선으로 구성된 와이어로프 단면

높은 강도와 고유연성의 장점을 갖고 있어서, 토목, 건축, 기계 등에 많이 쓰이며, 특히 항만 및 육상 운송 시스템인 크레인, 엘리베이터 등 리프트를 사용하는 많은 장치들에 설치하고 있다.

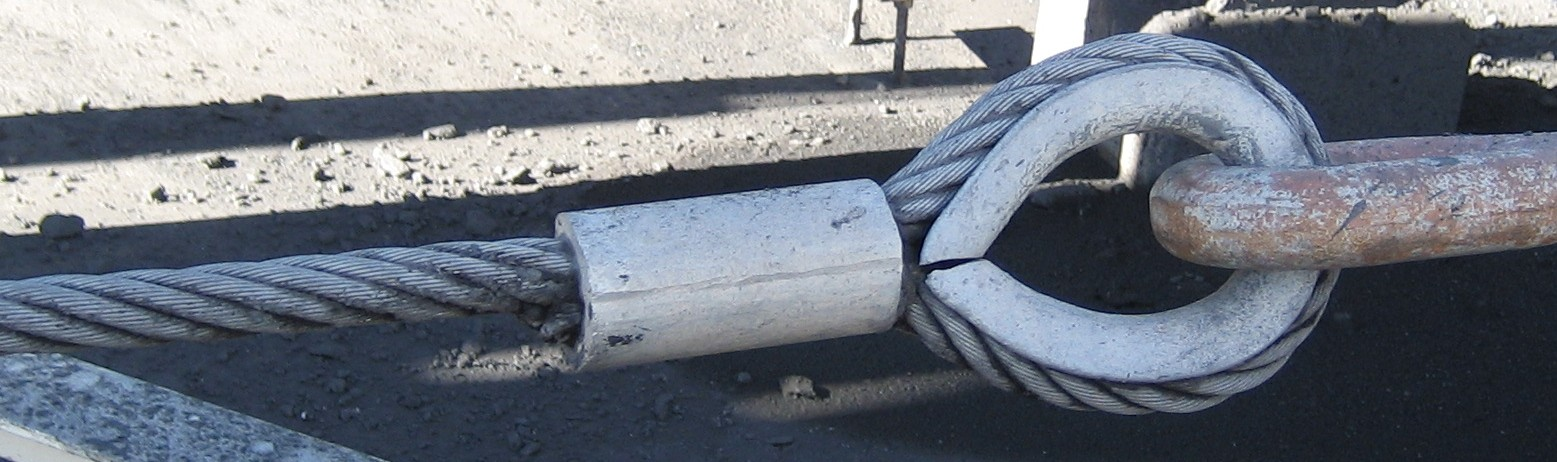
와이어로프 끝 마무리 부분의 끼움고리(물미)와 골무

## 꼬임에 따른 종류
스트랜드의 꼬임 방향에 따라 Z 꼬임(원칙적)과 S 꼬임이 있다.

### 랭꼬임
랭꼬임(영어: Lang's lay)은 로프와 스트랜드의 꼬임 방향이 같은 방향인 경우로 접촉면적이 커서 마모에 의한 손상이 적기 때문에 내구성, 유연성이 좋으나 풀리기 쉬워 취급에 주의해야 한다.

### 보통꼬임
보통꼬임(regular lay)은 꼬임 방향이 서로 반대 방향인 경우로 접촉 면적이 작아 와이어 마모는 빠르지만 잘 풀리지 않아 취급이 쉽다.

## 결함 종류
- 제작시 결함: 재질, 열처리, 치수, 형상
- 사용중 결함: 마모, 늘어남(신장), 부식, 단선[3]

## 대한민국 표준
한국산업표준 KS D 3514로 기계, 건설, 선박, 어업, 임업, 광업, 공중 케이블, 엘리베이터 등에 사용하는 일반용 와이어 로프에 대하여 규정하고 있다. 소선 재료는 KS D 3559의 SWRH 52 ~ 82 을 기준으로 한다.